# The Subject Was Roses
The Subject Was Roses (Brasil: A História de Três Estranhos / Portugal: O Assunto Era Rosas) é um filme norte-americano de 1968, do gênero drama, dirigido por Ulu Grosbard  e estrelado por Patricia Neal e Jack Albertson.

## Notas de produção

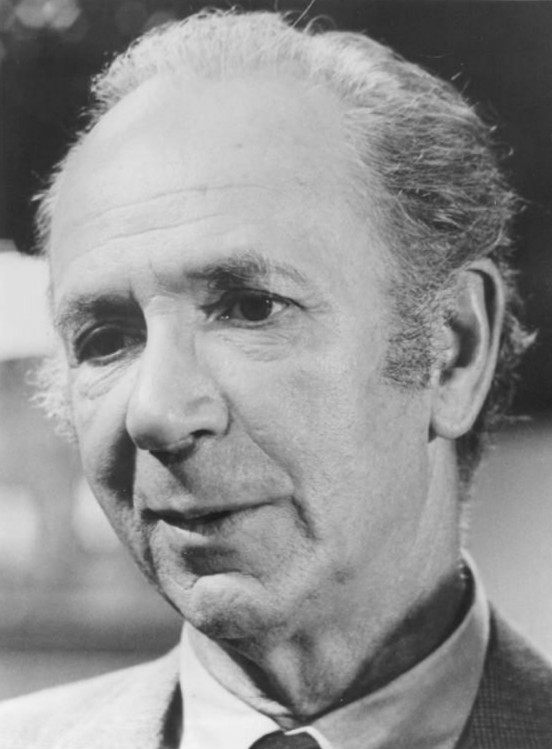
Jack Albertson, aqui em fotografia de 1971, revelou um unsuspeitado talento dramático em The Subject Was Roses. Sua atuação, tanto no palco quanto nas telas, deu-lhe um Tony e um Oscar, o único de sua carreira.